# Gagrella strinatii
Gagrella strinatii is een hooiwagen uit de familie Sclerosomatidae.